# 暫定委員会
第二次世界大戦末期のアメリカ合衆国政府における暫定委員会（ざんていいいんかい、Interim Committee）とは、原子爆弾を含む核エネルギーに関連する諸事項を検討し勧告するため、1945年5月にヘンリー・スティムソン陸軍長官の元に設けられ、政府に近い高い地位にある政治家・科学者・産業界の委員から構成されていた極秘の委員会である。 
暫定委員会には、戦時の核エネルギーに関する管理の問題や公式声明の内容、また戦後における核管理と政策への提言、特にそのための法案の策定など、幅広い事柄について議論し勧告することが求められた。 とりわけ委員会は日本に対して原子爆弾を用いる方法について討議し勧告したことで知られる。 結果、委員会は1945年6月1日に、複合的効果をもたらすような標的に無警告で投下すべきなどとした。 一方、核エネルギーの管理と規制のために委員会により準備され戦後に提出された法案は、科学者や議員の反対に会い議会を通過しなかった。

## 設立の経緯と目的

### 経緯
科学研究開発局 (Office of Scientific Research and Development, OSRD) 長官のヴァネヴァー・ブッシュと、彼から国防研究委員会 (National Defense Research Committee, NDRC) 議長を引き継いだジェームズ・コナントとは、当時のアメリカの科学政策に対して強い影響力を持ち、核エネルギー開発においても当初から中心的役割を果たしてきた。彼らは、戦後の核兵器の時代に向けて法案の準備などをするための委員会の必要性を感じ、1944年後半より度々スティムソン陸軍長官へ大統領に進言するよう働きかけていた。 こうした中、1945年4月12日にフランクリン・ルーズベルト大統領が急死し、即日副大統領のハリー・S・トルーマンが大統領に就任した。大統領就任までトルーマンはアメリカの原子爆弾（原爆）開発を始めとする核エネルギー開発について何も聞かされておらず、就任後にスティムソンらから説明を受けることになった。
4月25日、トルーマンと会見したスティムソンは、戦後に予測されるソビエト連邦（ソ連）との対立の時代における核兵器のもつ意味について説明するとともに、ブッシュとコナントが提案した委員会の設立に向けて準備中であることを説明した。 ヒトラーの自殺のニュースが世界を駆け巡った翌日、5月2日にこの委員会はトルーマン大統領の承認を得た。 やがて機密が解除され、議会によって新たな委員会が設けられることになったときに議会の権利を侵害していると受け取られないよう、この委員会は暫定委員会 (Interim Committee) と称することになった。

### 目的
暫定委員会の最初の会合は、連合国がドイツへの勝利を祝った翌日の1945年5月9日に非公式に行われ、スティムソンはまず委員会に求められる幅広い議題について概説した。 それによれば、委員会は戦時下での核エネルギーの管理や後の声明に関する全般的な問題、さらに戦後の核エネルギー管理とそれに必要な法案策定について検討し勧告すべきとされた。 また5月31日の公式の会合でもスティムソンは改めて委員会への抱負を論じ「この計画〔マンハッタン計画〕を単なる軍事兵器との観点から考えるべきではなく、人間とこの世界全体との新たな関係として考えるべきである」として、将来の軍事兵器・国際競争・研究・管理・平和利用といった点について議論することを望むと表明している。
幅広い問題を扱った会議での議論は「極めて率直」なもので、委員会を当初から望んでいたブッシュはそれを「最高のもの」だったと評価している。 同時期に招集されていたレズリー・グローヴズ少将下の標的委員会 (Target Committee) とは異なり、そこでは特に原爆の軍事的利用に関する勧告を行うことは求められていなかった。 にもかかわらず、トップレベルの委員からなる委員会の構成と、原爆を用いることが将来の政策と密接に係わり合わざるを得ないこととによって、委員会は原爆使用に対する議論に不可避的に関与していくことになった。 特に委員の一人で大統領の特別代表であったジェームズ・F・バーンズは、原爆の使用の問題について最終決定を行うことが重要であると考えていた。

## 組織

### 委員
スティムソンの特別顧問であった元ニューヨーク連邦準備銀行総裁で保険会社ニューヨーク・ライフ・インシュアランス社 (New York Life Insurance Company) 社長のジョージ・L・ハリソンが作成したリストを元に、スティムソンにより、自身を議長としたすべて文民からなる以下の8人中7人の委員が選ばれ、5月2日に大統領の承認を得た。
ヘンリー・スティムソン暫定委員会議長。 文民出身で、1940年から終戦まで陸軍長官 (Secretary of War) を務めた。
ラルフ・バード海軍次官。 ただし6月末には海軍次官を辞している。 シカゴの金融業界出身。
ヴァネヴァー・ブッシュ科学研究開発局 (OSRD) 長官、カーネギー研究所所長、技術者。
ジェームズ・F・バーンズ大統領特別代表。 元の上院議員で、7月にはトルーマン政権の国務長官となった。
ウィリアム・L・クレイトン国務次官補。 南部の綿花産業出身の実業家。
カール・コンプトンOSRD フィールド・サービス部門 (Office of Field Service) 長官、マサチューセッツ工科大学学長、物理学者。 マンハッタン計画で指導的役割にあった物理学者アーサー・コンプトンの兄。
ジェームズ・コナント国防研究委員会 (NDRC) 議長、ハーヴァード大学学長、化学者。
ジョージ・L・ハリソンニューヨーク・ライフ・インシュアランス社社長。 元ニューヨーク連邦準備銀行総裁。 スティムソンの補佐役であり、スティムソンが不在の時にはハリソンが議長を務めた。
ただしこのうち、大統領特別代表バーンズの人選のみは1日遅れることとなった。 大統領は当初大統領の代理人なしで十分ではないかとスティムソンに持ちかけている。 大統領が時機をみて国務長官に任命する意志をもっていたバーンズの名をスティムソンが挙げることで、彼が大統領の個人的代理人として加わることとなった。 大統領の特別代表という立場を得て、バーンズは委員会で最も影響力をもった委員となった。

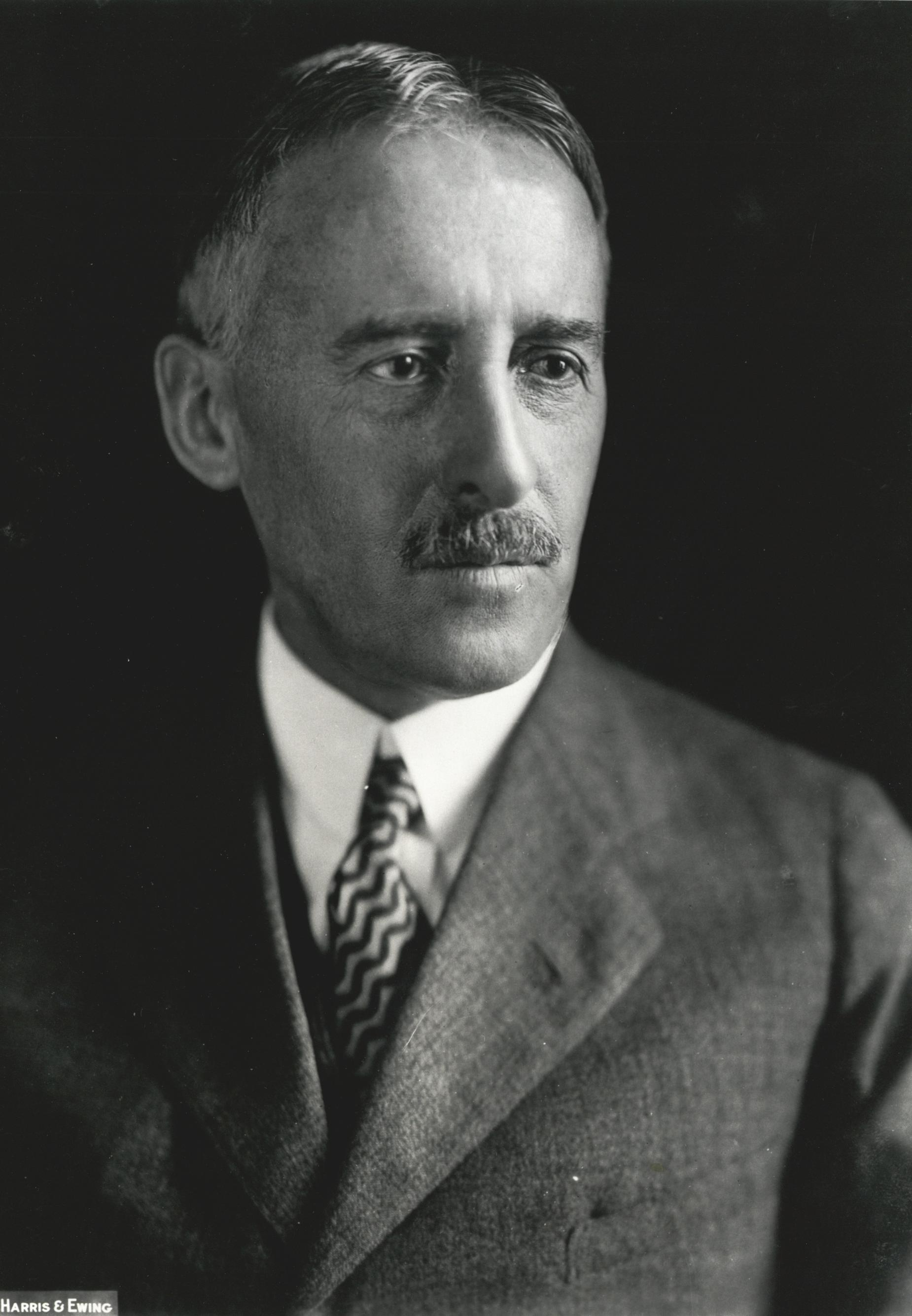
ヘンリー・スティムソン暫定委員会議長、陸軍長官。
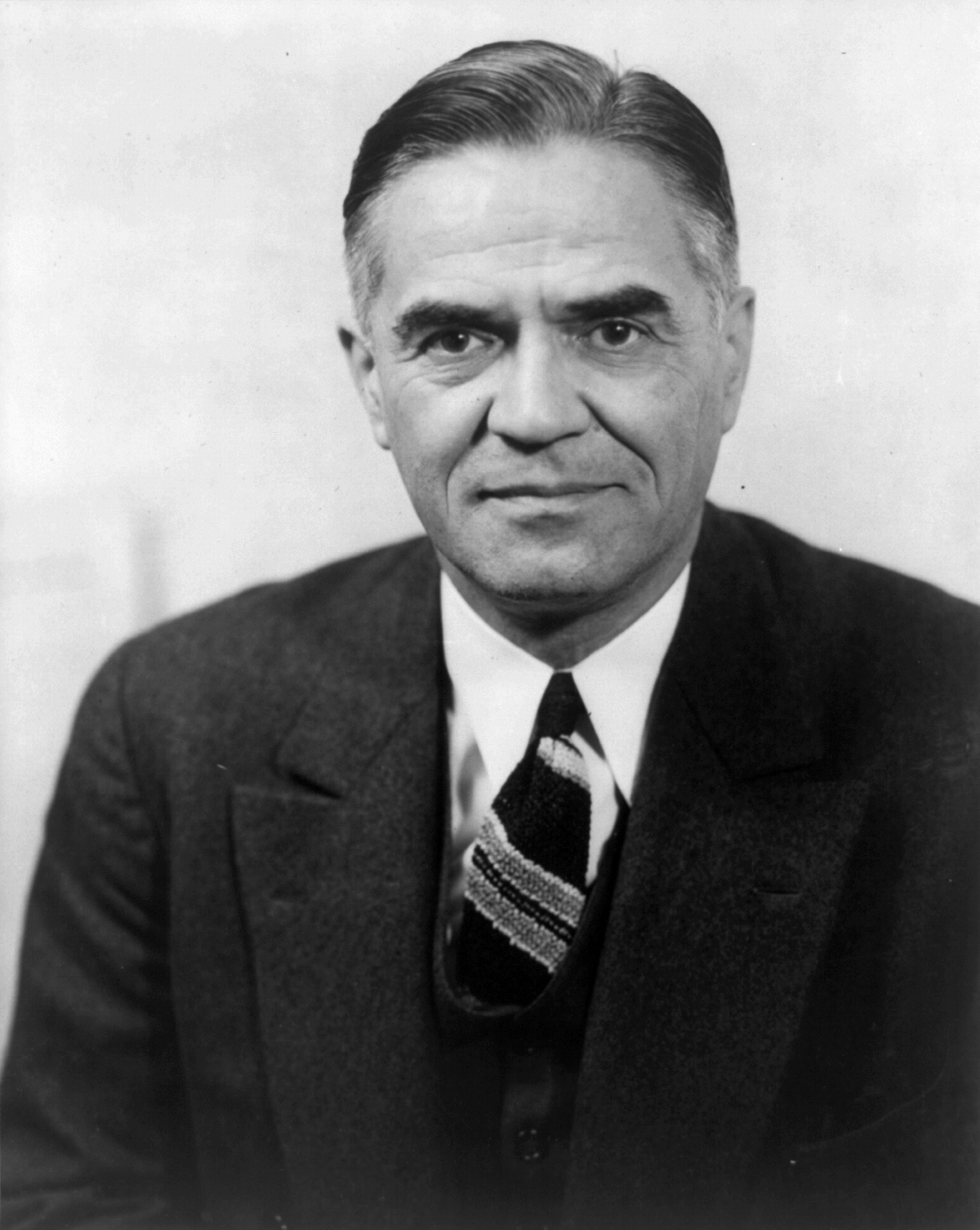
ラルフ・バード海軍次官。
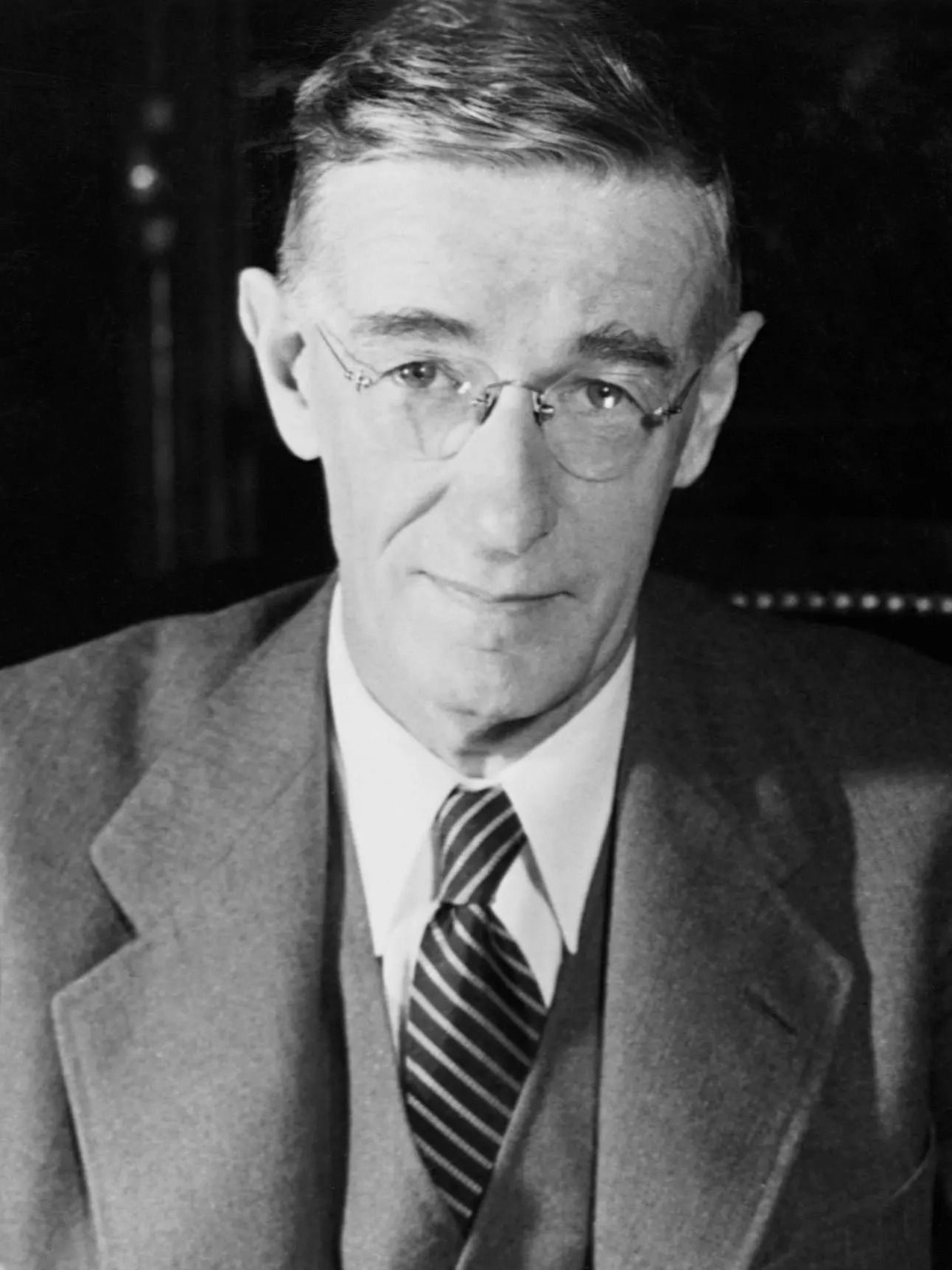
ヴァネヴァー・ブッシュ科学研究開発局長官、カーネギー研究所所長。
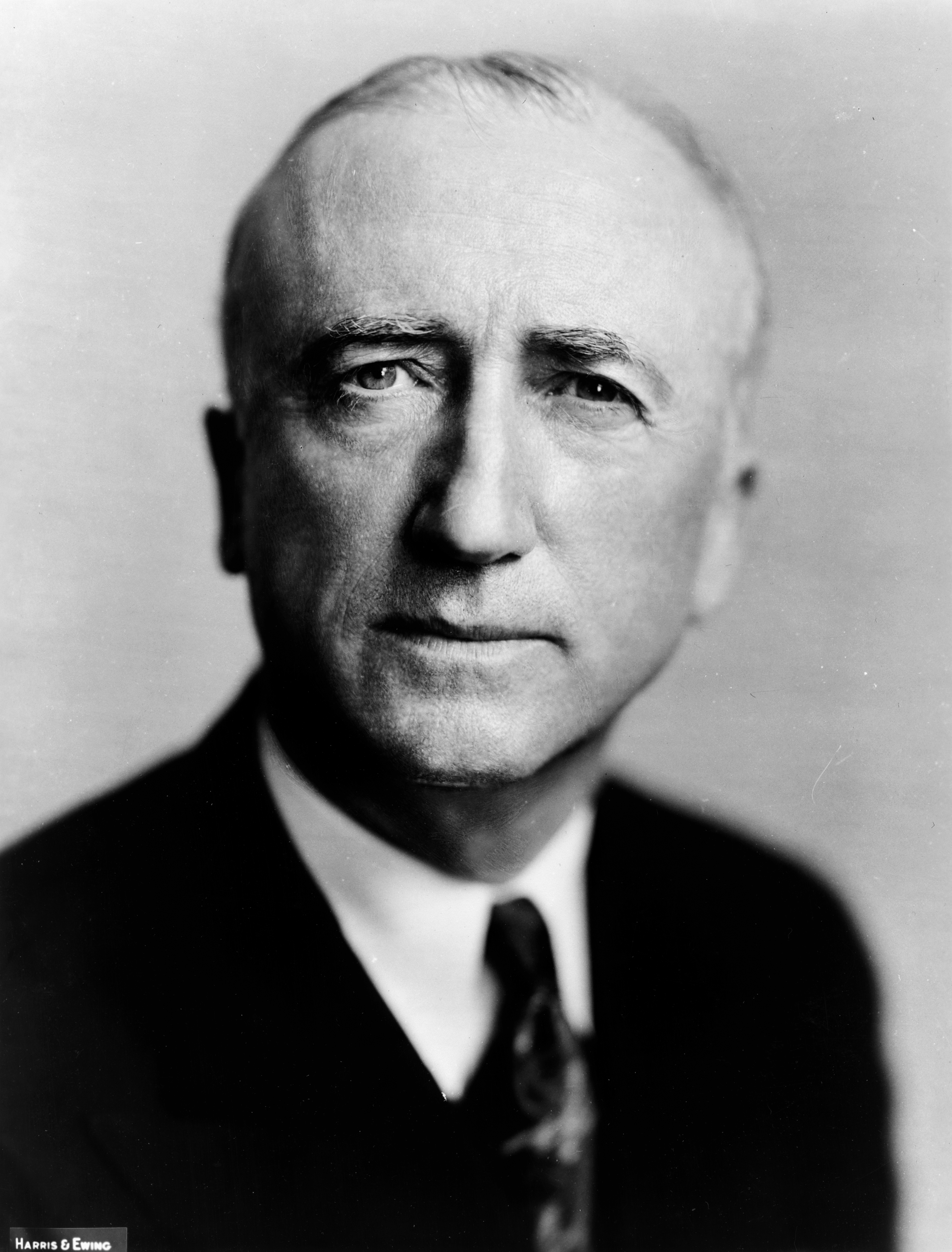
ジェームズ・F・バーンズ大統領特別代表、後に国務長官。

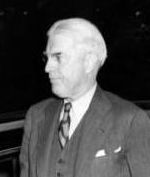
ウィリアム・L・クレイトン国務次官補。
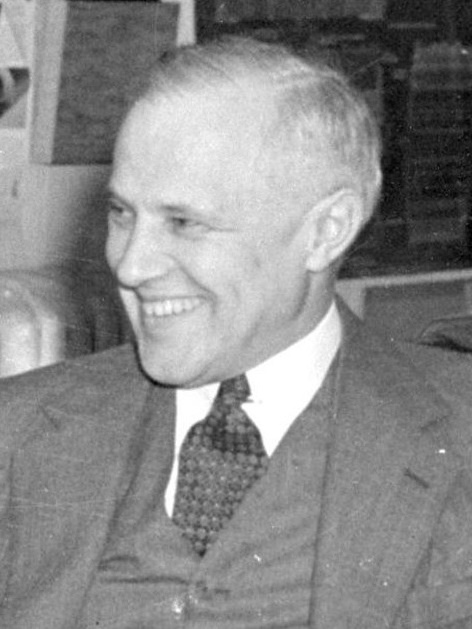
カール・コンプトン、マサチューセッツ工科大学学長。
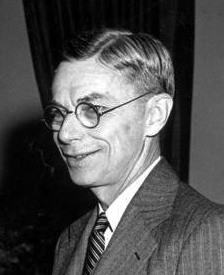
ジェームズ・コナント国防研究委員会議長、ハーヴァード大学学長。
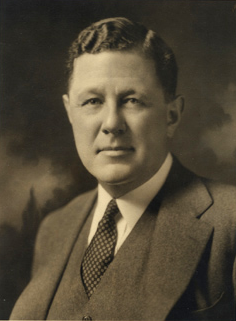
ジョージ・L・ハリソン暫定委員会議長代理、ニューヨーク・ライフ・インシュアランス社社長。

### 科学顧問団
この他に、会議にはジョージ・マーシャル陸軍元帥や、マンハッタン計画の責任者グローヴズ陸軍少将をはじめとした軍人のほか、広報の担当者、法律家、産業界の代表などが必要に応じて招聘された。 特に科学者からは、ブッシュとコナントの提案によってマンハッタン計画の各拠点のリーダー格4人の物理学者を集め、委員会の科学顧問団 (科学者パネル、Scientific Panel) とすることが決定された。 科学顧問団には、マンハッタン計画における主要な拠点、シカゴ大学冶金研究所 (Metallurgical Laboratory)、カリフォルニア大学バークレー校放射線研究所、そしてマンハッタン計画のために新たに作られたロスアラモス研究所から、それぞれ所長のアーサー・コンプトン、アーネスト・ローレンス、ロバート・オッペンハイマーが選ばれ、さらに冶金研究所からロスアラモスへ移った亡命科学者のエンリコ・フェルミがこれに加わった。

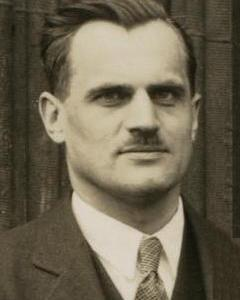
アーサー・コンプトン、シカゴ大学冶金研究所所長。
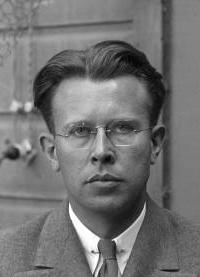
アーネスト・ローレンス、カリフォルニア大学バークレー校放射線研究所所長。
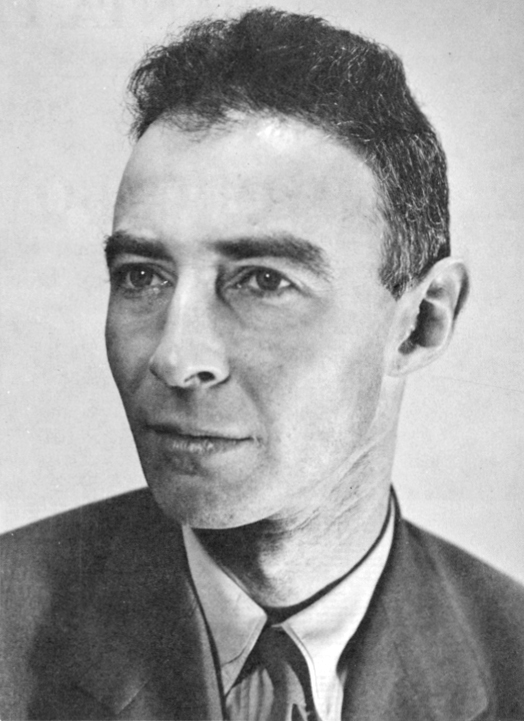
ロバート・オッペンハイマー、ロスアラモス研究所所長。
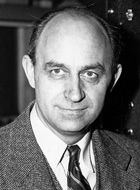
エンリコ・フェルミ。イタリアからの亡命科学者。

## 原爆の使用方法の勧告

### 5月31日の会議
委員会の目的として本来想定されていなかった原爆を用いる方法についての討議は、主として1945年5月31日の会議で行われた。 科学顧問団が出席し長時間に及んだこの会議では、午前中に原爆の開発状況や戦後の状況を踏まえたソ連への対処などが討議された後、昼食中の会話で、日本に対する原爆の使用の問題が話題とされた。 このときの会話の公式記録は存在していないが、科学顧問団のアーネスト・ローレンスは、出席者のひとりが、原爆による死者はすでに空襲で殺された人数よりも多くはならないだろうとの見積もりを述べたことを記憶している。 一方、こうした会話の中でスティムソンは、ハンブルクやドレスデン、東京などに対して自分たちが行ってきた大規模爆撃に対する人々の態度の無頓着さとその無慈悲さを嘆き、その態度にロバート・オッペンハイマーは感嘆の言葉を残している。
午後の公式な議論が始まったときも、原爆が投下された場合の日本と日本の戦意に与える影響が引き続き話題とされた。 原爆で軍事目標を破壊することはこれまでの通常の爆撃と効果に違いがないという指摘を受けて、オッペンハイマーは、原爆は破壊だけでなく高く立ち上る火球の視覚的効果と中性子線が生物へと与える効果が大きいことを強調した。 こうした原爆の効果に関する議論を踏まえ、委員会では「可能な限り多くの住民に、深い心理的印象を与えることを模索すべき」であると合意された。 コナントの提案によって、このことは「欠かすことのできない重要な軍需工場であって、多くの労働者を雇い、労働者の住居に隣接して囲まれているもの」という「二重の効果をもつ標的」(dual target) が最も標的として望ましいものであるという結論を導くこととなった。
また、日本には事前の警告を与えるべきでないことも合意された。 バーンズは戦後、その理由について、事前に警告を行えば意図的に運ばれた捕虜が犠牲になるかもしれないことや、爆発が失敗に終るかもしれなかったことを挙げている。 また「大統領は、我々がこの原子爆弾を保有していること、そしてそれがいかに凄まじいものであるかということを世界に示す責務を果たさねばならなかったであろう」と後のインタヴューで発言している。 会議ではさらに、数発の原爆を同時に投下する案も議論されたが、招聘されていたマンハッタン計画のグローヴズ少将はこれに反対している。
実際には暫定委員会のこの結論より前の5月28日に、マンハッタン計画の標的委員会がすでに京都・広島・新潟の3都市に標的を絞り込んでいた。 そこではこれら3都市では工業地帯が小さく市の周囲に分散しているため「精密爆撃の標的として工業地帯に位置決めすることは考慮しない」との合意がなされていた。 5月30日、グローヴズに強く命令し標的のリストを持ってこさせたスティムソンは、このうち京都を標的からはずしたものの、ノンフィクション作家ローズはスティムソン陸軍長官は自分が望んだほどには軍隊を支配できていなかったのだとしている。

### 大統領への報告
産業界の代表を招いた6月1日の暫定委員会では、午後になってスティムソンが席をはずしたが、前日の合意は踏襲され、バーンズの提言によりこの問題に関する委員会の最終決定ともいえる結論が出された。
バーンズは会議が終了するとその足でトルーマン大統領に委員会の結論を伝えた。 バーンズが記すところによれば、大統領は「委員会調査や代替案の検討について知らされ、何日もの間、この問題を真剣に検討し続けてきた」とし「代替案が考えられず、委員会が勧告してきた（…）ことと自分が同じ考えであると分かったことに不本意ながらも同意せねばならない」と応じたという。 一方で、5日後に正式に報告に赴いたスティムソンは、大統領が「バーンズは成し遂げられたことに大いに満足しているように見えた」と述べたことを記録している。

### フランク・レポート
この決定は、6月12日ごろスティムソンらにシカゴ大学冶金研究所の一部の科学者グループから届けられた報告書によって多少なりとも再議論の対象となった。 この報告書フランク・レポートは、原爆の実戦使用に対しての懸念が強かった冶金研究所において、アーサー・コンプトンが科学顧問団で討議し暫定委員会に結果を報告することを約束に設置した委員会から生まれてきたものであった。 報告書には、デモンストレーション、すなわち無人地域における原子爆弾の爆発実験を他国に公開すべきであるという提案が盛り込まれていた。
科学顧問団の4人の科学者は、デモンストレーションが戦争を終らせるのに十分なものとなりうるのかどうか6月16日にロスアラモスで行われた会合で議論している。 夜まで続いた議論の結果、顧問団の委員会への公式報告は次のような否定的なものであった。
この報告より前、オッペンハイマーは暫定委員会に報告を求められていることを説明した上で、親しい同僚の科学者に原爆の使用についての意見を求めている。 問われたロバート・R・ウィルソンは、原爆を使用するべきではなく、日本は何らかの方法で警告を受けるべきだと答え、数週後に予定されていた初の核実験（トリニティ実験）に日本人を呼んではどうかと提案した。 オッペンハイマーはその答えに「もし、爆発しなかったときは〔どうするのか〕？」と返している。 歴史学者シャーウィンらは、オッペンハイマーが同僚の多くがデモンストレーションに賛成していたことを知っていたはずだとし、原爆を直接使用するという結論に彼が導かれた理由を、この戦争で原爆を使用することがすべての戦争を廃絶させるとオッペンハイマーが確信するようになっていたからだと説明する。 一方、後にオッペンハイマーは、自分達が当時の基本的な軍事状況も、日本が他の方法で降伏しうるかも、日本本土侵攻が本当に避けられないものだったかについても無知だったとし「我々の心の奥に侵攻が避けられないという考えがあったのは、そう聞かされていたからだ」と述懐している。
この科学顧問団の報告は6月21日の暫定委員会の会議で検討され、結果5月31日と6月1日の会議での結論を再確認している。

### バードの覚書
海軍次官の役職を退く意志を持っていた委員の一人、ラルフ・バードは6月27日、委員会のこの結論に反対する覚書をハリソンを仲介としてスティムソン議長へと送っている。 この覚書では「偉大な人道主義的国家としてのアメリカ合衆国の地位、そして一般に我ら人民の公明正大な態度」を主な理由として「〔原爆が〕使われるのに先立ち、例えばその2日か3日前に、日本は事前の警告を受けるべきだ」とし、さらに日本が降伏の仲介の場を模索しているかもしれないとして慎重な対応を求めている。 この覚書をトルーマンが目にしたかどうかは不明であるが、バードは海軍次官を辞任した直後の7月1日トルーマンに面会して、その持論を展開している。

## 他の主な議題と勧告

### 原爆投下声明の準備
原爆の軍事的利用の問題について勧告することは、暫定委員会の本来の役割ではなかったが、原爆が使用されたときにトルーマン大統領とスティムソン陸軍長官が公表する公式声明の準備は委員会に与えられた仕事であった。 また、トリニティ実験での小規模な公式発表も準備された。 声明の下書きの作業はマンハッタン計画と契約を結んでいたジャーナリストであるニューヨーク・タイムズ科学部編集者ウィリアム・L・ローレンス (William L. Laurence) により行われた。 草稿はレビューのため AT&T 社副社長のアーサー・ページ (Arthur W. Page) に送られ、そこからさらに暫定委員会へと渡された。 また、暫定委員会は7月6日の会議でイギリスの一連の提案を検討し採択している。 トルーマン大統領の演説の最終草案は、大統領がポツダム会談に出席していた8月1日に手渡された。 8月6日の広島市への原子爆弾投下の後に記者会見で読み上げられたその声明は、次のように宣言していた。

### 核エネルギー管理法案策定
暫定委員会が組織される前の1944年7月に、ブッシュ、コナントとアーヴィン・スチュワート (Irvin Stewart) は核エネルギー管理のための法律の提案を行っている。 コナントはこの提案を1945年7月9日の暫定委員会の会議に提出している。 ハリソンは2人の経験豊かな弁護士ケネス・ロイヤルとウィリアム・マーベリー (William L. Marbury) に法案の草稿をまとめる作業を託した。 彼らがまとめた草案では、5人の民間人と4人の軍人からなる計9人の委員会を設置することとなっていた。 委員会には、所有権の取得、設備の運営、研究の指揮、そしてあらゆる形での核エネルギーの管理を認める幅広い権限が与えられていた。 この法律案は7月19日の暫定委員会の会議で検討され、委員の提案に沿って改定されてから、8月に大統領に送られた。 9月28日に暫定委員会は再び会合を開き、法案成立のための戦略について議論している。 法案は10月3日に、下院軍事委員会 (House Military Affairs Committee) 議長のアンドリュー・メイ (Andrew J. May) および上院軍事委員会 (Senate Committee on Military Affairs) の幹部委員エドウィン・ジョンソン (Edwin C. Johnson) 上院議員によって連邦議会に提出され、一般にメイ＝ジョンソン法案 (May-Johnson bill) の名で知られるようになった。
このメイ＝ジョンソン法案は議会で直ちに困難に直面している。 暫定委員会は11月に解散していたが、メイ＝ジョンソン法案の修正について議論するために12月にもう一度だけ会合を行っている。 12月20日には上院議員ブライアン・マクマホン (Brien McMahon) によってマクマホン法案として知られるようになった核エネルギー管理の代替法案が提出された。 当初これは、科学的研究の管理に向けた極めてリベラルな法案で、科学者から幅広い支持を集めた。 メイ＝ジョンソン法案も核エネルギーの文民統制の側面があったものの、マクマホンによって核エネルギーの軍による管理か、民間による管理かという論争が沸き起こった。 1946年には、上院の保守派に譲歩するためマクマホン法案にいくつかの大きな変更が加えられ、その後、修正法案は大きな変更なく両院を通過した。 1946年8月1日のトルーマン大統領の署名により原子力エネルギー法 (Atomic Energy Act of 1946) として成立したこの法律にもとづき、文民統制の色彩の濃い原子力委員会が設置された。

### 書籍・論文
- Bird, Kai and Martin J. Sherwin (2005). American Prometheus:The Triumph and Tragedy of J. Robert Oppenheimer. Knopf. ISBN 978-0-375-41202-8
- Hewlett, Richard G. and Oscar E. Anderson (1962). The New World, 1939–1946. University Park, Pennsylvania: Pennsylvania State University Press. ISBN 0-520-07186-7
- Jones, Vincent C. (1985). Manhattan:The Army and the Atomic Bomb. Washington, D.C.: United States Army Center of Military History. OCLC 10913875
- Rhodes, Richard (1986). The Making of the Atomic Bomb. New York: Simon & Schuster. ISBN 978-0-671-44133-3 (1995) ISBN 978-0-684-81378-3 (pbk)
日本語訳：ローズ, リチャード『原子爆弾の誕生』神沼二真、渋谷泰一 訳、啓学出版、1993年。 紀伊国屋書店、1995年（2分冊）〈上〉ISBN 978-4-314-00710-8,〈下〉ISBN 978-4-314-00711-5.
- Steiner, Arthur (1975年2月). “Baptism of the Atomic Scientists”. Bulletin of the Atomic Scientists 31 (2):  21–28.

### 議事録
- (1945年5月9日) Notes of an Informal Meeting of the Interim Committee - ウェイバックマシン（2004年8月15日アーカイブ分）（日本語訳）
- (1945年5月14日) Notes of an Informal Meeting of the Interim Committee（日本語訳）
- (1945年5月18日) Notes of an Informal Meeting of the Interim Committee - ウェイバックマシン（2004年8月15日アーカイブ分）（日本語訳）
- (1945年5月31日) Notes of the Interim Committee Meeting - ウェイバックマシン（2004年8月15日アーカイブ分）（日本語訳）
- (1945年6月1日) Notes of the Interim Committee Meeting - ウェイバックマシン（2004年8月15日アーカイブ分）（日本語訳）
- (1945年6月21日) Notes of the Interim Committee Meeting - ウェイバックマシン（2004年8月15日アーカイブ分）（日本語訳）
- (1945年7月6日) Notes of the Interim Committee Meeting - ウェイバックマシン（2006年3月9日アーカイブ分）（日本語訳）
- (1945年7月19日) Notes of the Interim Committee Meeting - ウェイバックマシン（2006年3月9日アーカイブ分）（日本語訳）